# Maccabi Ashdod B. C.
El Maccabi Ashdod (Hebreo: מכבי אשדוד) es la sección de baloncesto del club polideportivo Maccabi Ashdod, de la ciudad de Ashdod en Israel. Fue fundado en 1961 y juega en la Ligat Winner. Disputa sus partidos en el HaKiriya Arena, con capacidad para 2,200 espectadores.

## Posiciones en Liga
| Temporada | Nivel | Liga        | Pos. | G/P   | PL  | Resultado                         | Copa de Israel   | Copa de la Liga |
| --------- | ----- | ----------- | ---- | ----- | --- | --------------------------------- | ---------------- | --------------- |
| 2010-11   | 1     | Ligat ha'Al | 6    | 13-14 | 0-3 | Cuartos de final                  | Cuartos de final | Semifinales     |
| 2011-12   | 1     | Ligat ha'Al | 6    | 12-12 | 4-2 | Finalista                         | Cuartos de final | Finalista       |
| 2012-13   | 1     | Ligat ha'Al | 10   | 11-16 |     | Permanece tras ganar los playouts | -                | -               |
| 2013-14   | 1     | Ligat ha'Al | 12   | 7-22  |     | Permanece tras ganar los playouts | Octavos de final |                 |
| 2014-15   | 1     | Ligat ha'Al | 11   | 11-22 |     |                                   | Fase preliminar  | -               |
| 2015-16   | 1     | Ligat ha'Al | 9    | 14-19 |     |                                   | Finalista        | -               |
| 2016-17   | 1     | Ligat ha'Al | 11   | 13-20 |     |                                   | Semifinales      | -               |
| 2017-18   | 1     | Ligat ha'Al | 4    | 20-13 |     |                                   | Semifinais       | -               |

fuente:basketball.eurobasket.com (ed.). «eurobasket.com».

## Palmarés
- Subcampeón Ligat Winner: 2012
- Subcampeón League Cup: 2013

## Jugadores destacados
| - Alex Carkamo - Yann Fonteneau - Dori Assaf - Tomer Atlas - Niv Berkowitz - Yoad Bet Bet-Yosef - Moti Daniel - Or Eytan - Moran Roth - Adi Regev - Lior Segev - Meir Tapiro - Zeljko Rakocevic - Chris Allen - Ollie Bailey - Craig Brackins - Ramel Bradley - Dwight Brewington - Josh Carter - Willie Chapman - David Colbert - Mardy Collins - Nick Dillon - Marcus Dove - Josh Duncan | - Braxton Dupree - Jamal Faulkner - Al Faux - Austin Freeman - Kenny Gabriel - Lorenzo Gordon - R.T.Guinn - Angelo Hamilton - Terrel Harris - Donald Harris - Toshay Harvey - Kenny Hayes - Andrell Hoard - Dalron Johnson - Curtis Kelly - Elijah Millsap - La Velle Motton - James Nunnally - Ryan Pearson - Darius Rice - Antwan Scott - Xavier Silas - Diamon Simpson - Jamie Skeen - Wilson Stephens | - Donell Taylor - Wayne Wallace - Terrence Williams - Steven Wilson - David Cubillán - Jan Martín - Marcel Țenter - Oliver Lafayette - Mike Hall - Ivan Aska - Desi Barmore - Robby Bostain - Kevin Bradshaw - Sean Daniel - Joe Dawson - Zach Gordon - Jermaine Hall - Sean Labanowski - Jeron Roberts - Zach Rosen - Alex Tyus - Ramón Clemente - Edwin Ubiles |